# Tanzania i olympiska sommarspelen 2000
Tanzania deltog i de olympiska sommarspelen 2000 med en trupp bestående av fyra deltagare, tre män och en kvinna, men ingen av landets deltagare erövrade någon medalj.

## Friidrott
Herrarnas maraton
- Zebedayo Bayo
  - Final — 2:26:24 (→ 61:a plats)

- Angelo Peter Simon
  - Final — DNF

- Fokasi Wilbrod
  - Final — DNF

Damernas 5 000 meter
- Restituta Joseph
  - Omgång 1 — DNS (→ gick inte vidare)

Damernas 10 000 meter
- Restituta Joseph
  - Omgång 1 — 33:12.18 (→ gick inte vidare)